# Markus Daun
Markus Daun (Eschweiler, 10 settembre 1980) è un ex calciatore tedesco, attaccante. Attuale allenatore delle giovanili del FC Koln.

## Carriera
Ha giocato nella massima serie tedesca con Bayer Leverkusen, Werder Brema, Norimberga e Duisburg.